# Bar Hill
Bar Hill är en ort och civil parish i South Cambridgeshire, i Cambridgeshire i England. Orten hade 4 032 invånare 2011, på en yta av 1,10 km².